# Marguerite de Savoie (1589-1655)
Pour les articles homonymes, voir Marguerite de Savoie et Marguerite de Mantoue.
Marguerite de Savoie (en italien : Margherita, espagnol : Margarita, portugais : Margarida), née le 28 avril 1589 à Turin et morte le 26 juillet 1655 à Miranda de Ebro, est une princesse de la maison de Savoie, fille du duc de Savoie, Charles-Emmanuel Ier, devenue duchesse de Mantoue et vice-reine du Portugal (1635-1640).

## Biographie

### Origine
Fille de Charles-Emmanuel de Savoie (1562-1630), duc de Savoie, et de l'infante Catherine-Michelle d'Autriche (1567-1597), fille du roi d'Espagne Philippe II. Elle est de ce fait la cousine germaine de Philippe III d'Espagne, (II du Portugal).

### Mariage
Marguerite de Savoie se marie le 19 février 1608 à Turin, avec François IV de Mantoue (1586-1612), duc de Mantoue et de Montferrat et gouverneur de Gênes. Quelques jours plus tard, le 22 février, sa sœur, Isabelle de Savoie, épouse Alphonse III d'Este, futur duc de Modène et de Reggio.
Le duc et la duchesse de Mantoue eurent trois enfants, dont deux morts en bas âge :
- Marie de Mantoue (1609-1660) qui épousera, en 1627, Charles III (1609-1631), duc de Mayenne, un cousin éloigné de la branche « française » des Gonzague (ils avaient le même arrière-grand-père Guillaume de Mantoue) ;
- Ludovico (1611-1612) ;
- Eleonora (1612-1612).

### Guerre de succession de Montferrat
À la mort de son mari, en 1612, une guerre de succession débute. Le père de Marguerite, le duc de Savoie, revendique l'héritage du duché de Montferrat.

### Guerre de Restauration du Portugal
Fille de l'infante Catalina-Micaela, et donc cousine du roi Philippe III d'Espagne, aussi roi du Portugal, elle est nommée vice-reine du Portugal en 1635. En réalité, le pouvoir était entre les mains d'un ancien page de Gaspar de Guzmán, comte d'Olivares, Miguel de Vasconcelos. Celui-ci l'exerce en tant que secrétaire d'État de 1635 à 1640 pour la vice-reine. Le 1er décembre 1640, la révolte initiant la guerre de Restauration, éclate. Le complot organisés par des fidalgos de la plus haute aristocratie portugaise, dite les 40 Conjurés, abouti à la prise du palais royal à Lisbonne et à l'emprisonnement de la vice-reine. Vasconcelos est retrouvé dans une armoire et est tué. La vice-reine est reconduite à la frontière.
Son cœur est déposé au sanctuaire de Regina Montis Regalis de Vicoforte (Piémont).